# Vlaamse Dienst Speelpleinwerk
De Vlaamse Dienst Speelpleinwerk (VDS) is een Vlaamse jeugdorganisatie.
VDS heeft als doel speelinitiatieven te helpen door op lokaal vlak een kwalitatief vrijetijdsaanbod voor kinderen te creëren. Het belang van het spelende kind is daarbij het uitgangspunt. Om deze doelstelling te realiseren, biedt VDS iedereen die actief is in het lokale speelpleinwerk een brede dienstverlening aan. VDS verschijnt regelmatig in de media om de belangen van het spelende kind te behartigen.
VDS is voortgekomen uit de in 1970 opgerichte Nationale Dienst voor het Openluchtleven. Op 24 juni 1994 werd de Vlaamse Dienst Speelpleinwerk als vzw opgericht en eind 2002 werd deze organisatie volledig onafhankelijk. 
De organisatie biedt haar dienstverlening aan via steunpunten in Brussel, West-Vlaanderen, Oost-Vlaanderen, Vlaams-Brabant, Limburg en Antwerpen. VDS bestaat voornamelijk uit vrijwilligers, maar de dagelijkse werking wordt ondersteund door een twintigtal beroepskrachten.